# 모든 날 모든 순간
모든 날 모든 순간은 JTV MAGIC FM의 퇴근길 종합정보프로그램으로 다양한 연령층의 청취자들과 함께 시사, 경제, 문화, 스포츠계의 다양한 정보를 전하고, 음악으로 서로 소통해 본다.

## 진행자
- 임효라

## 주파수 안내
- 전주, 익산, 군산, 김제, 남원, 정읍, 순창, 고창, 무주, 부안, 완주, 임실, 장수, 진안 - 90.1 Mhz